# Intel X299
El Intel X299 (nombre en código es "Basin Falls") es un concentrador de controlador de plataforma (PCH) diseñado y fabricado por Intel, dirigido al segmento de escritorio de alta gama (HEDT) o entusiasta de la línea de productos Intel. El chipset Intel X299 es compatible con los procesadores Intel Core X-series, cuyo nombre en código es Skylake-X , Kaby Lake-X y Cascade Lake-X. Todos los procesadores compatibles utilizan el zócalo LGA 2066. El chipset X299 se lanzó en junio de 2017, con Intel Core i9-7900X.

## Características
El conjunto de chips Intel X299 utiliza la nueva interfaz de medios directos (DMI) 3.0. El conjunto de chips proporciona 24 carriles PCI Express 3.0, un aumento considerable de los 8 carriles PCI-e 2.0 del conjunto de chips X99.
Muchas características del conjunto de chips X99 se transfieren al conjunto de chips X299.
Éstas incluyen:
- M.2
- Compatibilidad con USB 3.0 y 2.0
- E/S flexibles
- soporte VT-d
- SATA expreso
- overclocking